# ساسون میکائیلیان
ساسون میکائیلیان (ارمنی: Սասուն Մեխակի Միքայելյան؛ زادهٔ ۷ نوامبر ۱۹۵۷ در هرازدان) سیاستمدار و اقتصاددان اهل ارمنستان است که از تاریخ ۱۴ ژانویه ۲۰۱۹ نماینده دوره هفتم مجلس ملی جمهوری ارمنستان از حوزه انتخابیه استان شیراک می‌باشد.
وی فارغ‌التحصیل دانشگاه ملی علوم کشاورزی ارمنستان می‌باشد. میکائلیان عضو حزب اتحاد راه خروج می‌باشد.